# Tournoi de Paris Île-de-France
Pour les articles homonymes, voir Tournoi de Paris.
Le tournoi de Paris Île-de-France est un tournoi de handball organisé de 1984 à 2013 pour le tournoi masculin et de 2001 à 2015 pour le tournoi féminin (appelé Tournoi international de Paris Île-de-France féminin ou TIPIFF).
Ces tournois servaient notamment de préparations pour les compétitions internationales (championnat du monde et d’Europe) et sont désormais remplacés, aussi bien chez les hommes que les femmes, par la Golden League.

## Tournoi masculin

### Bilan
| Equipe     | Victoires | Première | Dernière |
| ---------- | --------- | -------- | -------- |
| France     | 15        | 1991     | 2013     |
| Suède      | 3         | 1990     | 1995     |
| Russie     | 2         | 1992     | 1999     |
| Zagreb     | 1         | 1984     | 1984     |
| Copenhague | 1         | 1986     | 1986     |
| Paris      | 1         | 1988     | 1988     |
| Croatie    | 1         | 1997     | 1997     |
| Égypte     | 1         | 2000     | 2000     |

### Résultats
| Année                 | Vainqueur             | Finaliste             | Troisième             |
| Tournoi des Capitales | Tournoi des Capitales | Tournoi des Capitales | Tournoi des Capitales |
| --------------------- | --------------------- | --------------------- | --------------------- |
| 1984                  | Zagreb                | Bucarest              | Moscou                |
| 1986                  | Copenhague            | Alger                 | Paris                 |
| 1988                  | Paris                 | Bucarest              | Séoul                 |
| Tournoi de Paris      |                       |                       |                       |
| 1990                  | Suède                 | France                | Pologne               |
| 1991                  | France                | Roumanie              | Yougoslavie           |
| 1992                  | CEI                   | France                | Égypte                |
| 1993                  | Suède                 | France                | Autriche              |
| 1994                  | France                | Allemagne             | Égypte                |
| 1995                  | Suède                 | France                | Espagne               |
| 1996                  | France                | Hongrie               | Égypte                |
| 1997                  | Croatie               | France                | Égypte                |
| 1998                  | France                | Allemagne             | Tunisie               |
| 1999                  | Russie                | Espagne               | France                |
| 2000                  | Égypte                | France                | Suède                 |
| 2001                  | France                | Russie                | Slovénie              |
| 2002                  | France                | Danemark              | Tunisie               |
| 2003                  | France                | Danemark              | Algérie               |
| 2005                  | France                | Tunisie               | Allemagne             |
| 2006                  | France                | Danemark              | Rép. tchèque          |
| 2007                  | France                | Pologne               | Tunisie               |
| 2008                  | France                | Russie                | Grèce                 |
| 2009                  | France                | Russie                | Égypte                |
| 2010                  | France                | Islande               | Espagne               |
| 2011                  | France                | Croatie               | Corée du Sud          |
| 2013                  | France                | Roumanie              | Tunisie               |

## Tournoi féminin

### Bilan
| Equipe   | Victoires | Première | Dernière |
| -------- | --------- | -------- | -------- |
| France   | 7         | 2001     | 2017     |
| Norvège  | 3         | 2004     | 2006     |
| Brésil   | 1         | 2007     | 2007     |
| Hongrie  | 1         | 2002     | 2002     |
| Suède    | 1         | 2008     | 2008     |
| Roumanie | 1         | 2010     | 2010     |

### Résultats
| Année | Vainqueur | Finaliste   | Troisième    |
| ----- | --------- | ----------- | ------------ |
| 2001  | France    | Pologne     | Allemagne    |
| 2002  | Hongrie   | Yougoslavie | France       |
| 2003  | France    | Hongrie     | Russie       |
| 2004  | Norvège   | France      | Espagne      |
| 2005  | Norvège   | Danemark    | Allemagne    |
| 2006  | Norvège   | Allemagne   | Danemark     |
| 2007  | Brésil    | France      | Pologne      |
| 2008  | Suède     | Espagne     | France       |
| 2009  | France    | Brésil      | Monténégro   |
| 2010  | Roumanie  | Suède       | Croatie      |
| 2011  | France    | Russie      | Monténégro   |
| 2015  | France    | Roumanie    | Rép. tchèque |